# Homoki kiscserebogár
A homoki kiscserebogár (Serica brunnea) az ganajtúrófélék családjába tartozó, Eurázsiában honos bogárfaj. 

## Megjelenése
A homoki kiscserebogár testhossza 8-11 mm. Testalkata megnyúlt ovális, körvonala felülről nagyjából folytonos. Színe sárgásbarna, vörösbarna vagy sötétbarna, a feje gyakran sötétebb árnyalatú. A hímek szemei nagyobbak és csápjainak lemezhossza is kb. 2 mm, szemben a nőstények 0,7 mm-ével. Előtora széles és domború, a hátsó szélénél a legszélesebb, oldala ívesen keskenyedik az elülső széle felé, melynek sarkai a hímeknél lekerekítettek, a nőstényé szögletesek. Felszíne egyenletesen, közepesen erősen pontozott, elülső és oldalsó széle ritkásan szőrözött. A pajzsocska nagy és háromszögletű, vége lekerekített. A közepesen domborodó szárnyfedők hátrafelé kissé szélesednek, majd végük félkörszerűen zárul. Mindkét szárnyfedőn tíz pontozott árok vonul végig, szélük ritkásan szőrös. A lábak hosszúak és karcsúak, az első lábszárak (tibia) megvastagodtak az ásáshoz, végükön két tüskével, amelyek a nőstényeknél észrevehetően erősebbek. A hátsó lábszárakon két, egymástól távol lévő sarkantyú látható. 

## Elterjedése
Eurázsiában honos, a Brit-szigetektől Nyugat-Szibériáig. Európában gyakori, Skandináviában egészen a sarkkörig hatol. 

## Életmódja
Lombhullató és elegyes bozótosok, rétek, parkok, néha kertek lakója. Főleg a könnyű, homokos, kissé meszes talajú élőhelyeket kedveli, a túlzott nedvességet kerüli. A síkságoktól a középhegységekig megtalálható. 
A kifejlett bogarakkal májustól szeptemberig lehet találkozni, július-augusztusban a leggyakoribbak. A párzásra nyáron kerül sor, a nőstények a talajba, növények gyökerei közé rakják petéiket. A lárvák különféle lágyszárú és fás növények gyökereivel táplálkoznak, leggyakrabban a füvekéivel. Két évig fejlődnek, eközben a talajban mélyebbre húzódva áttelelnek és a következő nyáron fejezik be fejlődésüket. Nyár végén bebábozódnak és ősszel kikelnek az imágók, amelyek azonban helyben maradva áttelelnek és csak a következő tavasszal válnak aktívvá. A felnőttek este és éjszaka aktívak, de néha a napsütésben is lehet látni őket, ahogyan leveleket esznek vagy az ernyősvirágúakat látogatják. Többnyire azonban nappal a levelek között rejtőznek és alkonyatkor kelnek útra, sokszor csapatosan. Mindkét nem vonzódik a mesterséges fényhez. 

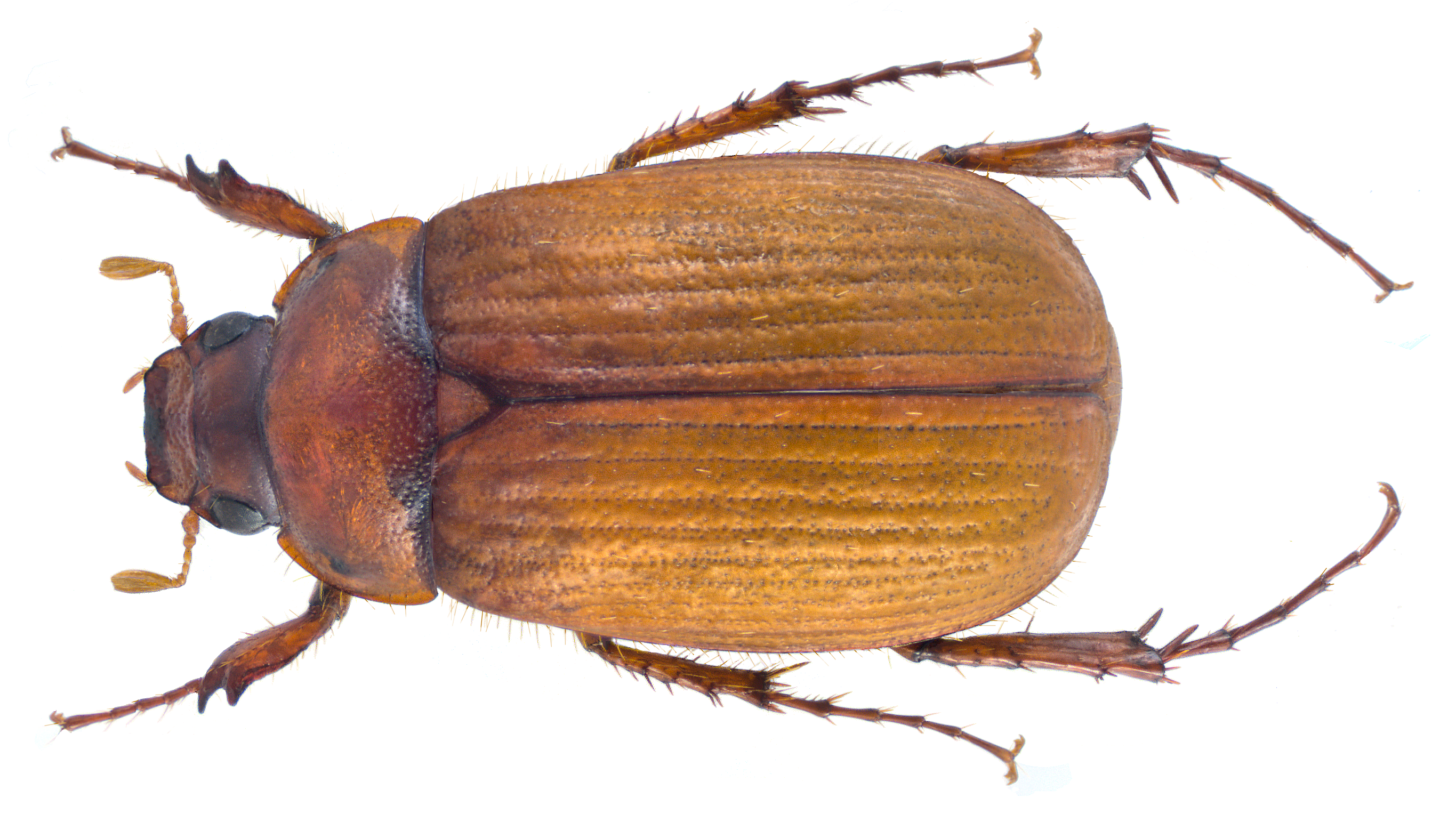
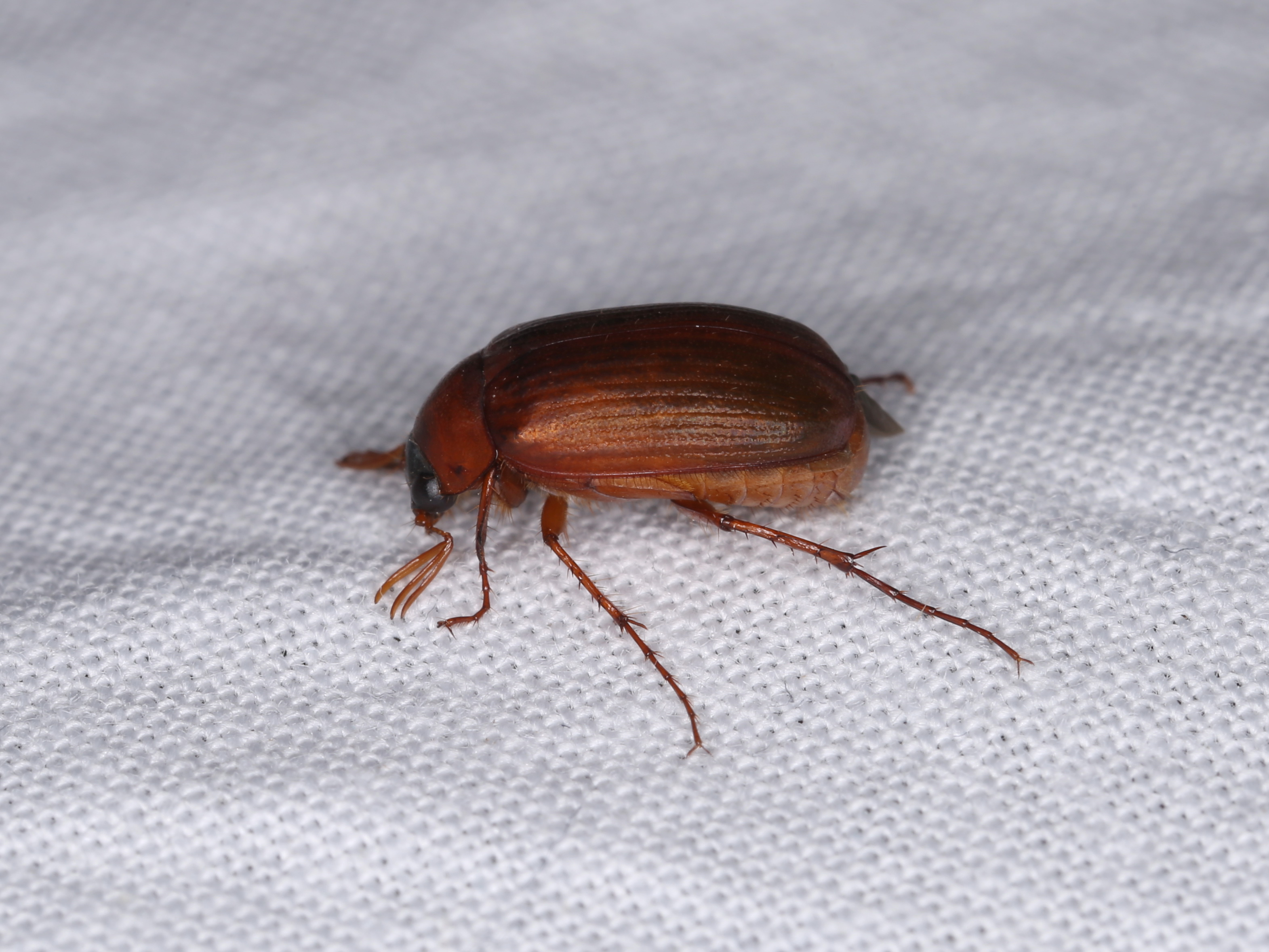
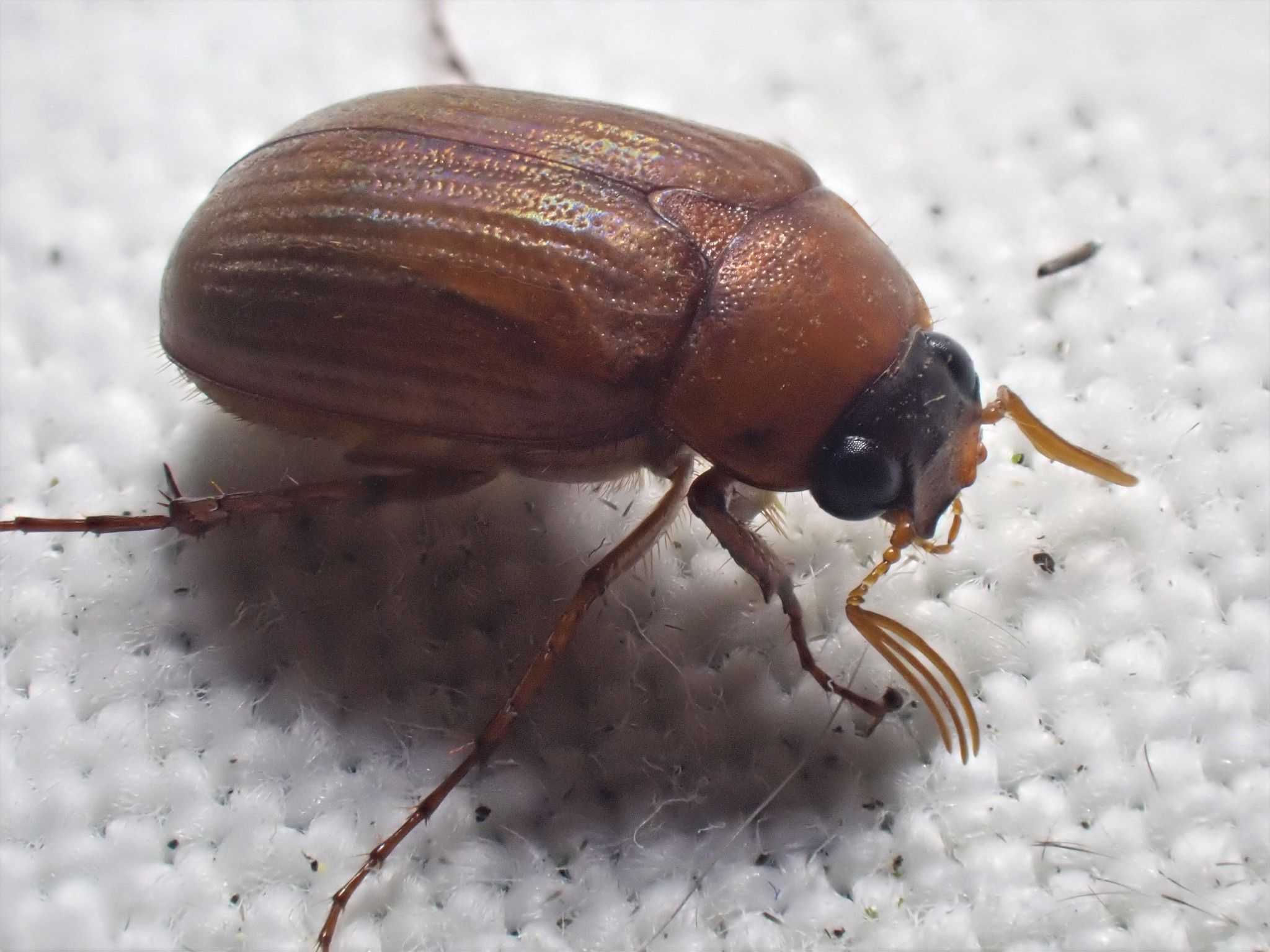
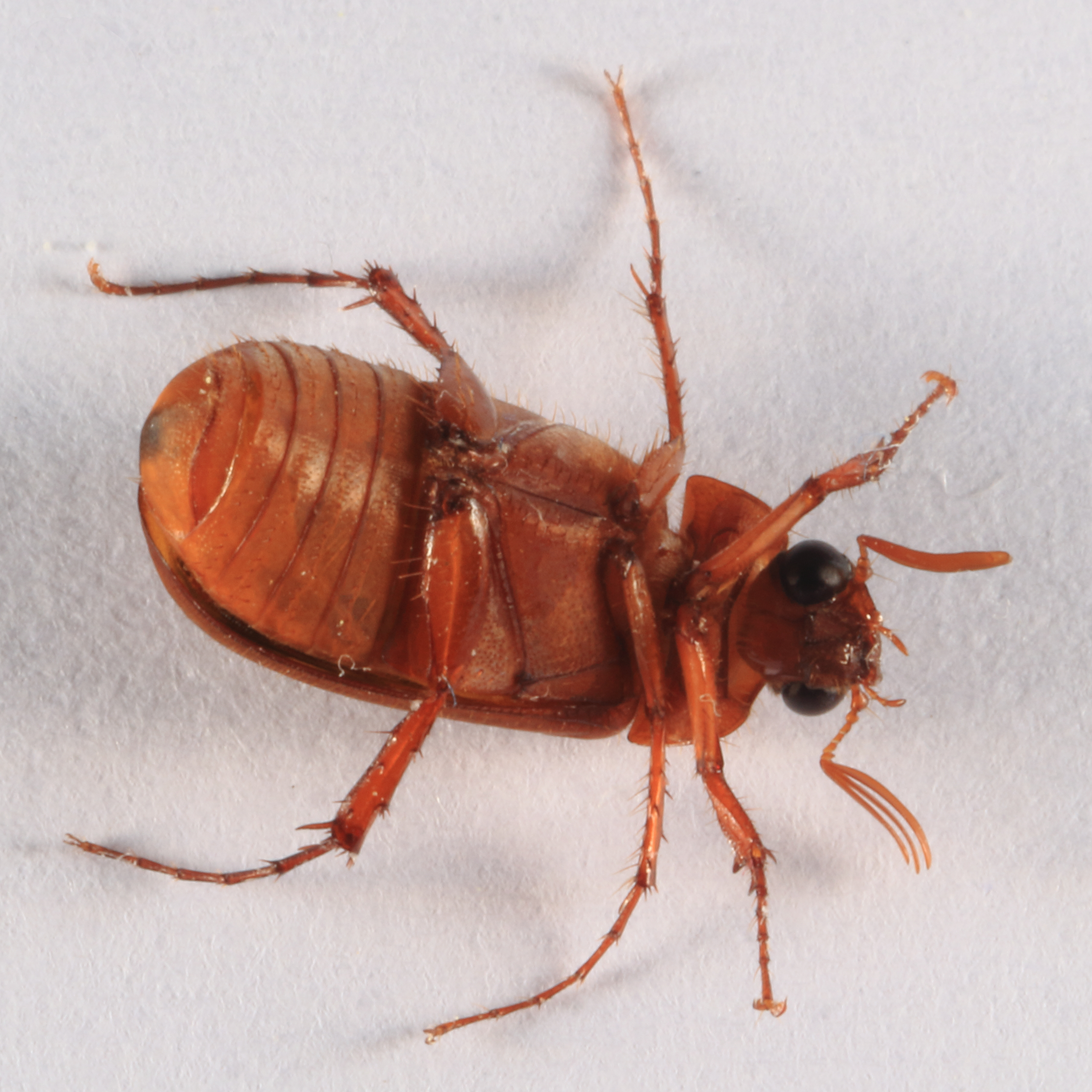
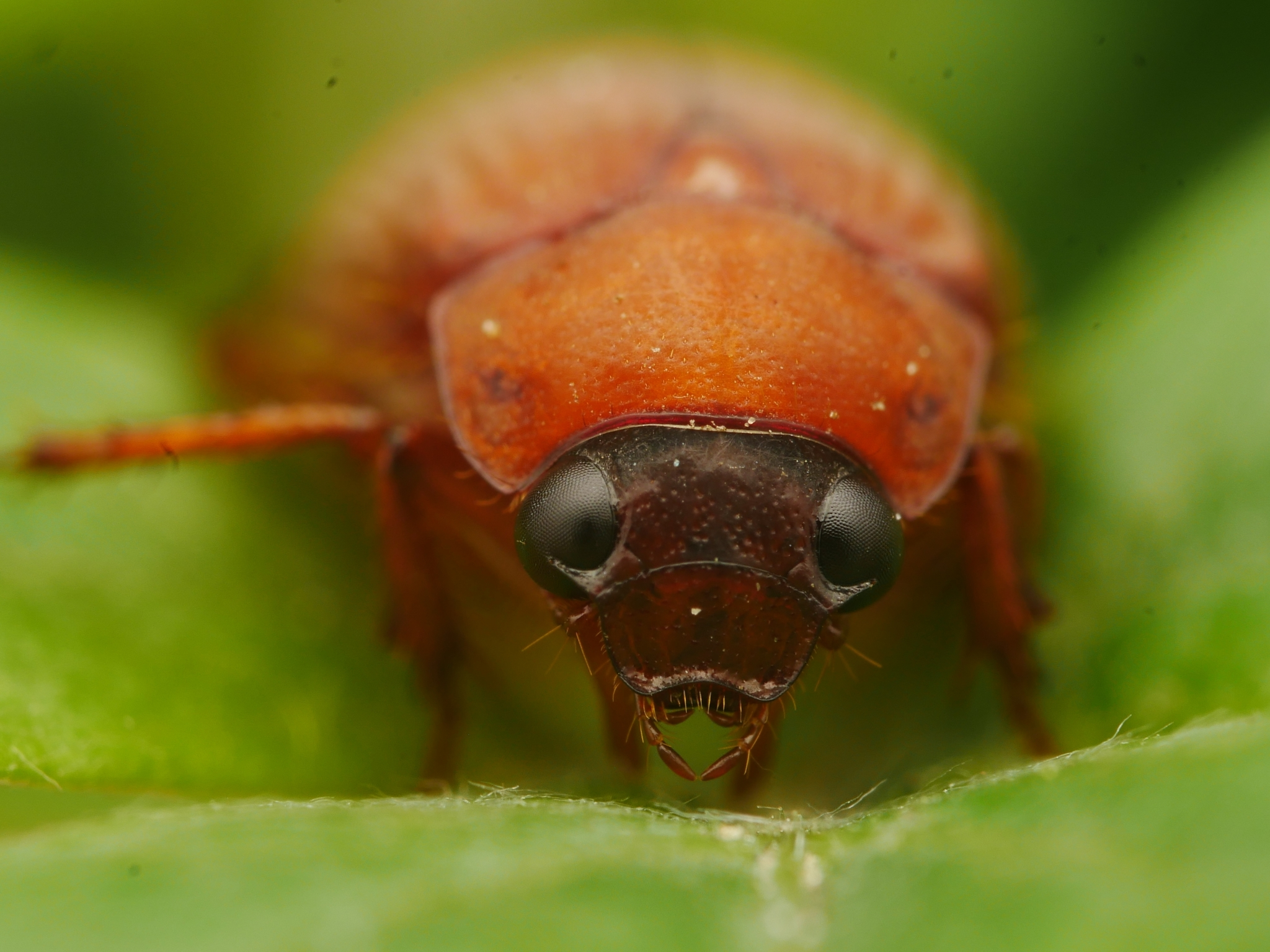

Magyarországon nem védett.